# Selångers socken
Selångers socken i Medelpad ingår sedan 1971 i Sundsvalls kommun och motsvarar från 2016 Selångers distrikt.
Socknens areal är 152,20 kvadratkilometer, varav 149,10 land. År 2000 fanns här 12 355 invånare. Västra Sundsvall (stadsdelarna Bergsåker och Granlo) samt kyrkbyn Selånger med sockenkyrkan Selångers kyrka ligger i socknen. 

## Administrativ historik
Selångers socken har medeltida ursprung. Ur socknen utbröts 1624 Sundsvalls stad och Sundsvalls församling.
Vid kommunreformen 1862 övergick socknens ansvar för de kyrkliga frågorna till Selångers församling och för de borgerliga frågorna bildades Selångers landskommun. Landskommunen utökades 1952 genom sammanslagning med Sättna landskommun och inkorporerades 1965 i Sundsvalls stad som 1971 ombildades till Sundsvalls kommun.
1 januari 2016 inrättades distriktet Selånger, med samma omfattning som församlingen hade 1999/2000.
Socknen har tillhört fögderier, tingslag och domsagor enligt vad som beskrivs i artikeln Medelpad. De indelta båtsmännen tillhörde Första Norrlands andradels båtsmanskompani.

## Geografi
Selångers socken ligger närmast väster om Sundsvall kring Selångersån. Socknen har dalgångsbygd vid vattendragen och höglänta skogsbygder däromkring med höjder som på Huljeåsen i väster når 362 meter över havet.
Europaväg 14 samt riksväg 86 går genom socknen.
I väster ligger Huljesjön (165 m ö.h.), med de norr om sjön liggande byarna Huljen (Hullien – se nedan) samt Norrhuljen. Huljesjön avvattnas mot väster genom Huljeån. Cirka 3 km öster om Huljen ligger Hovsbodarna vid Bölessjön. Sjön avvattnas mot öster genom Robäcken som mynnar i Selångersfjärden.

## Geografisk avgränsning
Selångers socken gränsar i öster, strax nordväst om Norra Stadsberget, mot Sundsvalls Gustav Adolfs församling samt, norr om Sundsvalls sjukhus, mot Sköns socken. Socknens östligaste delar upptas av stadsdelarna (i Sundsvall) Granlo samt Granloholm. I sydöst ligger Klissberget (265 m ö.h.) med raststuga.
I söder avgränsas socknen av Tuna socken. "Tresockenmötet" Selånger-Gustav Adolf-Tuna ligger cirka en km sydost om Kolstabodarna. Gränsen mellan Selånger och Tuna följer sedan Medskogsbäcken västerut via Medskogstjärnen, rundar byn Böle, korsar E14 strax väster om Berg (cirka 2 km väster om Töva) och följer sedan Svartbäcken för att senare nå Huljesjön. Vid Specksjöberget ligger "tresockenmötet" Selånger-Tuna-Stöde. 
I väster gränsar Selångers socken mot Stöde socken på en sträcka av cirka 5 km. Vid Öster-Svarttjärnen ligger "tresockenmötet" Selånger-Stöde-Sättna. Härifrån gränsar socknen i norr mot Sättna socken på en sträcka av cirka 20 km. Gränsen mot Sättna passerar strax norr om Segersjön (198 m ö.h.). Sjön ligger i Selånger och har badplats. Byarna Oxsta, Silje samt Siljeåsen ligger inom församlingen vid Selångersån.
Vid Tjärdalsberget ligger ett "tresockenmöte" mellan Selånger, Sättna samt Timrå socknar. Selångers socken gränsar mot Timrå socken på en sträcka av endast cirka 600 meter. Strax nordväst om Ottsjön ligger "tresockenmötet" Selånger-Timrå-Skön. Uvberget, Tjärnsvedjorna samt Hulitjärnen ligger i denna del av Selångers socken.
Gränsen mellan Selångers och Sköns socken är cirka 5 km lång. "Tresockenmötet" Selånger-Skön-Gustav Adolf ligger strax norr om Sundsvalls sjukhus (som ligger i Sundsvalls Gustav Adolfs församling).

### Svedjefinnbyar
Från sekelskiftet 1500-1600 och framåt ägde en inflyttning av svedjefinnar rum i västra delen av Selångers socken. Inflyttningen var dock tämligen blygsam jämförd med inflyttningen i "finnsocknarna" Stöde, Torp och Borgsjö. Ursprungliga finnbyar:
- Hullien (NU: Huljen) – Det fanns inte mycken plats för "skogsfinnar" i den gamla kulturbygden kring Selånger. Hullien finnby uppstod vid gränsen mot Sättna, Stöde och Tuna. Gothe påpekar särskilt att man inte skall förväxla detta Hullien med odalbyn Huli i östra delen av Selångers socken.

## Namnet
Namnet (1344 Seilanger) kommer från Selångersfjärden. Efterleden innehåller anger, '(havs)vik'. I förleden ingår Selångeråns äldre namn Sil' med betydelse 'ån som rinner långsamt och stilla'.

## Historik

### Järnåldern

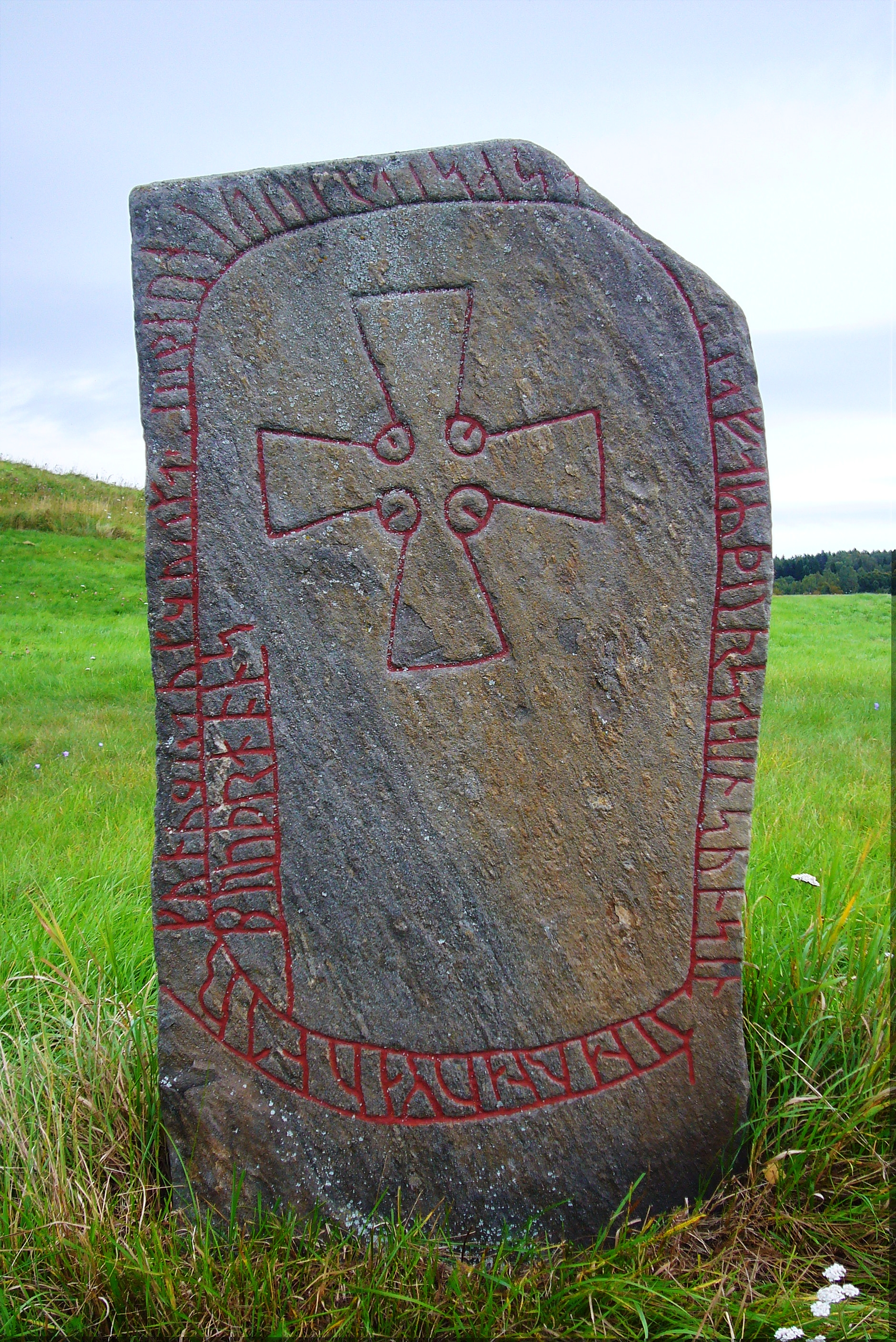
Högomstenen

Selångersbygden, inklusive Norrlands största gravfält Högom från 400–550 e.Kr. med sina rika storhögar och hövdingagravar, har sedan järnåldern utgjort en av Medelpads tre huvudorter, i samspel med Skön och Kvissle - höggravar har återfunnits på alla tre orterna. Inom socknen har man återfunnit omkring 300 fornlämningar, främst gravhögar. Selångersbygden kan ha övertagit den roll som central handelsplats med jägar-samlarkulturen som området kring sjön Marmen tidigare haft, där bofast befolkning har förekommit sedan förromersk järnålder, och Ljungans mynning låg vid den tiden.
Högomsmannen i Granlo, Selångers socken, förmodas ha varit hövding eller småkung i ett mellannorrländskt småkungarike. De rika gravfynden tros vara ett resultat av omfattande järnproduktion skedde under folkvandringstid längs med Ljungan i Jämtland och västra Medelpad. Järnhandel i nord-sydlig riktning förmodas ha skett vid två rika "järngårdar" vid kusten, dels i Selångers utskeppningshamn (vid en lättframkomlig landförbindelse mellan havet och Ljungan), dels i Kvissle (vid Ljungans mynning nedanför Viforsen). Dessa järngårdar tappade emellertid sin elitbetonade prägel under vendeltid, sannolikt till följd av konkurrens från järnproduktion som då uppstått i Gästrikland och sydvästra Hälsingland, och de samhälleliga strukturerna i hela Mellannorrland kollapsade från 600-talet.
Under vikingatid kan Selånger åter uppvisa relativt rikt fyndmaterial, inklusive tre runstenar, bland annat Högomstenen, och hade sannolikt betydelse som religiöst centrum.

### Medeltiden

Kartan visar hur dåvarande Hälsinglands kungsgårdar och husabyar placerats med regelbundna mellanrum på eller invid gamla centralorter längs den förhistoriska kustlandsvägen Norrstigen under medeltiden. (Gästrikland räknades då ännu till Uppland.)

Selångers gamla kyrka, en romansk stenkyrka byggdes på 1200-talet vid Sankt Olofs hamn på Kungsnäs vid Selångersfjärdens västra strand. Sannolikt byggdes den på en handels- och kultplats, liksom andra kyrkor i regionen vid denna tid. Den kyrkan hade ett smalt kor och var välvd med ett torn, byggt på 1400-talet. Ruinen av den kyrkan undersöktes 1928–1929. Idag återstår en gavel och grunderna.
I Selånger låg Uppsalagodset och kungsgården Näs, idag Kungsnäs, omnämnd i Hälsingelagen (bevarad sedan 1320-talet), och fogderesidens ända in på 1600-talet. Hälsingelagen förvarades under 1300-talet fastkedjad vid kyrkoväggen i Selångers kyrka, och gällde alla svensktalande i Storhälsingland, dvs landskapen längs med Norrlandskusten från Hälsingland upp till södra Västerbotten.
I kyrkans närhet låg den idag torrlagda utskeppningshamnen S:t Olofs hamn, vars inseglingsränna, som idag kallas Selångersån, var avsevärt djupare och bredare på den tiden. Ett skeppsvrak daterat tidigt 1400-tal ligger i Selångersån utanför Åkroken.
S:t Olofs hamn var enligt traditionen den plats där Olav den helige landsteg på sin färd för att återvinna sin norska krona. Emellertid gick kung Olav II Haraldssons härtåg från Närke genom Dalarna, Härjedalen och Jämtland mot Suul. Selånger var startpunkt för Sankt Olofs pilgrimsled mot Nidarosdomen i Trondheim.

### Från 1600-talet
Från sekelskiftet 1500-1600 och framåt ägde en sporadisk inflyttning av svedjefinnar rum i västra delen av Selångers socken. Inflyttningen var dock tämligen blygsam jämförd med inflyttningen i "finnsocknarna" Stöde, Torp och Borgsjö.
Hamnstaden Sundsvall, som grundades 1621, fick sin placering därför att landhöjningen hade gjort inseglingsrännan (Selångersån) till Medelpads tidigare centralort och utskeppningshamn vid Selångers kyrka för trång. 1624 bildades Sundsvalls stad som växte snabbt på kort tid, och tog över Selångers funktion som handelsplats och administrativt centrum.

## Befolkningsutveckling
| Befolkningsutvecklingen i Selångers socken 1750–1990                                                     | Befolkningsutvecklingen i Selångers socken 1750–1990 | Befolkningsutvecklingen i Selångers socken 1750–1990 | Befolkningsutvecklingen i Selångers socken 1750–1990 | Befolkningsutvecklingen i Selångers socken 1750–1990 |
| --- | ---------------------------------------------------- | ---------------------------------------------------- | ---------------------------------------------------- | ---------------------------------------------------- |
| |                                                      |                                                      |                                                      |                                                      |
| År |                                                      |                                                      | Folkmängd                                            |                                                      |
| 1750 | 1750                                                 |                                                      | 653                                                  |                                                      |
| 1760 | 1760                                                 |                                                      | 750                                                  |                                                      |
| 1769 | 1769                                                 |                                                      | 820                                                  |                                                      |
| 1790 | 1790                                                 |                                                      | 1 658                                                |                                                      |
| 1800 | 1800                                                 |                                                      | 972                                                  |                                                      |
| 1810 | 1810                                                 |                                                      | 1 001                                                |                                                      |
| 1820 | 1820                                                 |                                                      | 1 028                                                |                                                      |
| 1830 | 1830                                                 |                                                      | 1 142                                                |                                                      |
| 1840 | 1840                                                 |                                                      | 1 171                                                |                                                      |
| 1850 | 1850                                                 |                                                      | 1 278                                                |                                                      |
| 1860 | 1860                                                 |                                                      | 1 427                                                |                                                      |
| 1870 | 1870                                                 |                                                      | 1 501                                                |                                                      |
| 1880 | 1880                                                 |                                                      | 1 991                                                |                                                      |
| 1890 | 1890                                                 |                                                      | 2 615                                                |                                                      |
| 1900 | 1900                                                 |                                                      | 2 642                                                |                                                      |
| 1910 | 1910                                                 |                                                      | 2 851                                                |                                                      |
| 1920 | 1920                                                 |                                                      | 2 991                                                |                                                      |
| 1930 | 1930                                                 |                                                      | 3 307                                                |                                                      |
| 1940 | 1940                                                 |                                                      | 3 516                                                |                                                      |
| 1950 | 1950                                                 |                                                      | 3 722                                                |                                                      |
| 1960 | 1960                                                 |                                                      | 4 630                                                |                                                      |
| 1970 | 1970                                                 |                                                      | 7 531                                                |                                                      |
| 1980 | 1980                                                 |                                                      | 10 129                                               |                                                      |
| 1990 | 1990                                                 |                                                      | 12 346                                               |                                                      |
| Anm: Källor: Umeå universitet - Tabellverket 1749-1859, Demografiska databasen, CEDAR, Umeå universitet. |                                                      |                                                      |                                                      |                                                      |